# Hypogastrura nemoralis
Hypogastrura nemoralis är en urinsektsart som beskrevs av Riozo Yosii 1960. Hypogastrura nemoralis ingår i släktet Hypogastrura och familjen Hypogastruridae. Inga underarter finns listade i Catalogue of Life.